# Sacodes nigrata
Sacodes nigrata is een keversoort uit de familie moerasweekschilden (Scirtidae). De wetenschappelijke naam van de soort werd in 1982 gepubliceerd door Bernard Klausnitzer.